# Barraca A-17
La barraca A-17, és una barraca de vinya del municipi de Subirats (Alt Penedès), situada al turó de la Guàrdia, a l'oest de la Torre de la Guàrdia.
És una construcció aixecada en pedra seca, de planta circular, empotrada totalment en un marge de 2 m d'alçada. Té una amplada interior de 160 x 170 cm i una alçada de 180 cm. La construcció és de la tipologia de sostre de falsa cúpula. El portal, de llinda plana, està orientat a l'oest, té una alçada de 88 cm, una amplada de 55 cm i un gruix de 37 cm. Es conserva en perfecte estat.